# Welsh Cup 1883-84
Welsh Cup 1883–84 var den syvende udgave af Welsh Cup. Finalen afviklet den 5. april 1884 på Racecourse Ground i Wrexham mellem Oswestry White Stars FC og Druids FC endte uafgjort 0-0. Omkampen samme sted den 14. april 1884 endte med 1-0-sejr til Oswestry White Stars FC, som dermed sikrede sig sin første triumf i Welsh Cup. Det var første gang, at et engelsk hold vandt Welsh Cup.

## Resultater

### Første runde
| Dato    | Kamp                                      | Res.   |
| ------- | ----------------------------------------- | ------ |
|         | Oswestry White Stars FC – Chirk AAA FC    | 2–2    |
|         | Trefonen FC – Black Pearl FC              | 5–2    |
|         | Corwen FC – Wrexham AFC                   | 0–6    |
|         | Coedpoeth FC – Druids FC                  | 0–9    |
|         | Gwersyllt Foresters FC – Hare & Hounds FC | 6–5    |
|         | Rhostyllen Victoria FC – Crown FC         | 1–1    |
|         | Northwich Victoria FC – Rhyl FC           | w.o.   |
|         | Davenham FC – Holywell Rovers FC          | 16–00  |
|         | Berwyn Rangers FC – Ruthin Town FC        | 3–1    |
|         | Denbigh FC – Ellesmere FC                 | 5–2    |
| Omkampe |                                           |        |
|         | Oswestry White Stars FC – Chirk AAA FC    | 4–1    |
|         | Rhostyllen Victoria FC – Crown FC         | [0]1–1 |

### Anden runde
| Dato | Kamp                                  | Res. |
| ---- | ------------------------------------- | ---- |
|      | Trefonen FC – Oswestry White Stars FC | 0–4  |
|      | Wrexham AFC – Rhostyllen FC           | 2–0  |
|      | Druids FC – Gwersyllt Foresters FC    | 7–1  |
|      | Hartford FC – Rhyl FC                 | 2–3  |
|      | Denbigh FC – Hope Wanderers FC        | 5–2  |

### Tredje runde
| Dato | Kamp                           | Res. |
| ---- | ------------------------------ | ---- |
|      | Berwyn Rangers FC – Denbigh FC | 5–1  |
|      | Wrexham AFC – Crown FC         | 5–1  |
|      | Rhyl FC – Davenham FC          | 3–1  |
|      | Denbigh FC – Berwyn Rangers FC | 1–5  |

### Kvartfinale
| Dato | Kamp                    | Res. |
| ---- | ----------------------- | ---- |
|      | Druids FC – Wrexham AFC | 3–1  |

### Semifinaler
| Dato | Kamp                                        | Res. |
| ---- | ------------------------------------------- | ---- |
|      | Oswestry White Stars FC – Berwyn Rangers FC | 2–1  |
|      | Druids FC – Rhyl FC                         | 4–1  |

### Finale
| Dato   | Kamp                                | Res. | Tilskuere | Spillested                 |
| ------ | ----------------------------------- | ---- | --------- | -------------------------- |
| 5.4.   | Oswestry White Stars FC – Druids FC | 0–0  | 2.000     | Racecourse Ground, Wrexham |
| Omkamp |                                     |      |           |                            |
| 14.4.  | Oswestry White Stars FC – Druids FC | 1–0  | 3.000     | Racecourse Ground, Wrexham |